# Pinus echinata
El pi de fulla curta (Pinus echinata) és una espècie de conífera de la família Pinaceae nadiua dels Estats Units orientals i del sud, de la major part de l'Estat de Nova York, del sud fins al nord de Florida, de l'oest a l'est Oklahoma, i el sud-oest fins a l'est de Texas. L'arbre és de forma variable, de vegades recte, de vegades tort, amb una copa irregular. Assoleix alçàries de 20–30 metres amb un diàmetre de tronc de 0,5–0,9 metres.

## Descripció

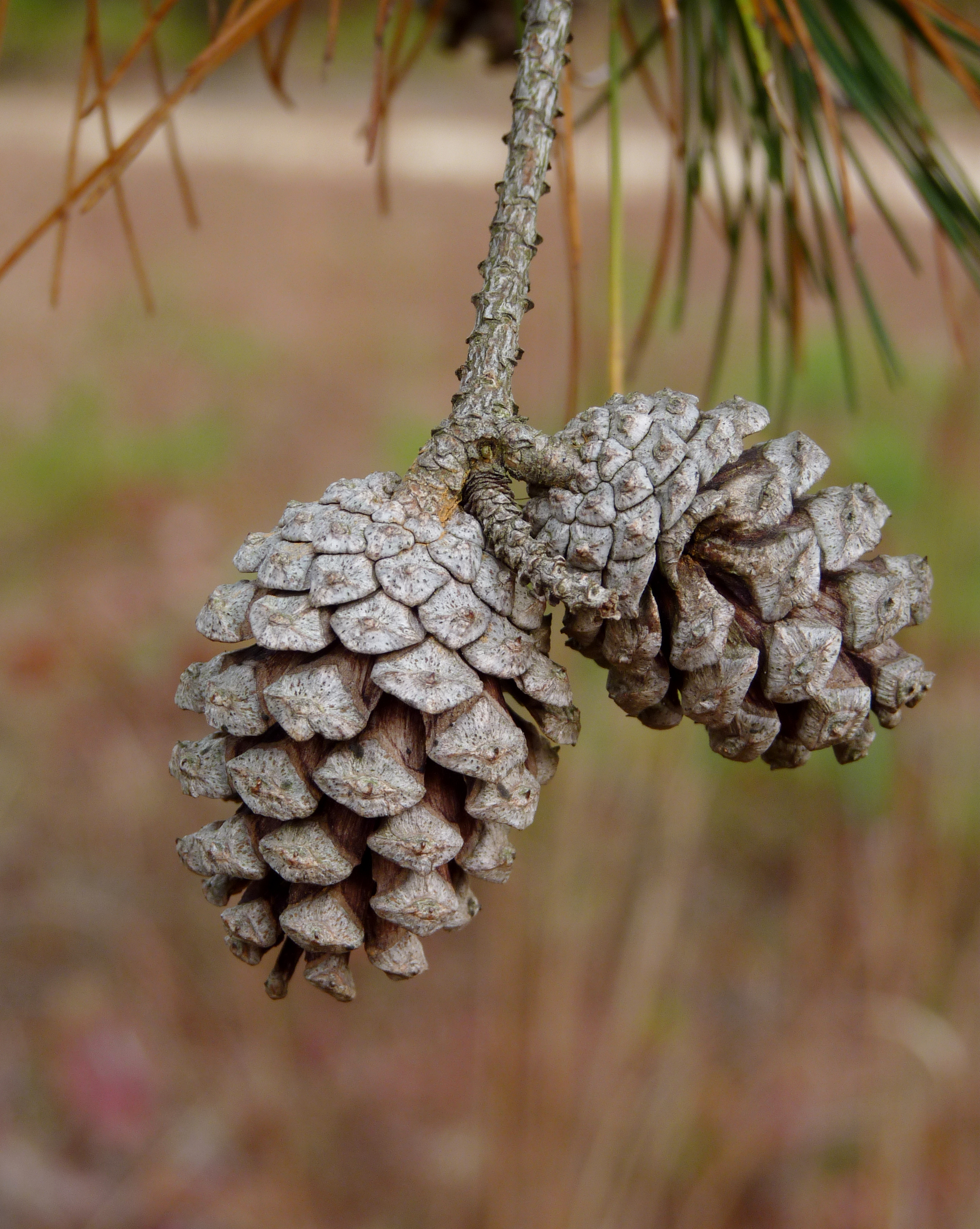
Cons de Pinus echinata

Les fulles són en forma d'agulla (aciculars), amb dos o tres fascicles (farcells) juntat, i de 7 a 11 cm de llargària. Els cons fan 4-7 cm de llargària, amb escates fines amb una carena transversal i un curt peduncle. S'obren a la maduresa, però són persistents. Les plàntules desenvolupen un brot persistent en forma de J, prop de la superfície del sòl. El brot axil·lar i altres brots es formen prop de la corba i inicien el creixement si la tija superior és morta pel foc o s'ha tallat.

## Ecologia
Aquest pi ocupa una varietat d'hàbitats des de les terres altes rocalloses fins a les planes molt inundades. Sovint s'hibrida de manera natural amb Pinus taeda, fet pel que es creuen els seus rangs genètics.

## Usos
Aquest pi és principalment una font de pasta de cel·lulosa i de xapa de contraplacat, així com de fusta de construcció per una gran varietat d'usos. El pi de fulla curta és un dels "pins grocs " del sud dels EUA; per aquest motiu rep també la denominació de pi groc del sud. El pi de fulla curta forma la gamma més gran de "pins grocs" del sud dels EUA.